# Dějiny Mongolska

Státní znak Mongolska

Dějiny Mongolska jsou dějinami území současného státu Mongolsko, a také výpadů mongolských kmenů do okolních zemí, které byly v minulosti velmi četné. Mongolské dějiny jsou silně provázány s dějinami Číny, nezřídka bylo mongolské a čínské území součástí jednoho státního celku.
Od třetího století př. n. l. se rozvíjely na území Mongolska tzv. nomádské říše. K prvním patřila říše Siungnuů, jež existovala od 3. století př. n. l. do 1. století, dále konfederace Sien-pej s ústřední rolí kmene Tabgačů (asi 93–234), Žoužanský chanát (330–555) a Turkutský kaganát (552–744). Velké území ovládli v 10. století Kitani a založili Říši Liao (907–1125). Roku 1206 pak sjednotil mnoho různorodých kočovných kmenů Čingischán a založil velmi expanzivní Mongolskou říši (1206–1368). Ta ovládla rozsáhlá území od východní Evropy až po nejjižnější a nejvýchodnější části současné Číny. Je označována za druhou největší říši historie, někdy dokonce za první. Pod její vládou žilo 100 milionů lidí. Mongolové se též pokoušeli dobýt Indii, Japonsko, Jávu a Egypt, ale neúspěšně. Při jejich nájezdech zemřelo více než 40 milionů lidí. V letech 1260 až 1264, v době Kublajchánova nástupu na trůn, proběhla válka o dědictví a Čagatajská říše a Zlatá horda odmítly uznat Kublaje vládcem. Po jeho smrti se říše definitivně rozdělila na čtyři nezávislé celky, a to na Čagatajskou říši, říši Ílchánů, Jüanskou říši a Zlatou hordu. Během 14. století se většina z těchto chanátů rozpadla.
V dobách největší expanze se na území centrálního Mongolska rozšířil buddhismus, ovšem po pádu říše ustoupil zase tradičním šamanským kultům. Buddhismus se znovu začal šířit až v 16. a 17. století, na jehož konci se území dnešního Mongolska stalo součástí státu založeného Mandžui, Říše Čching. Ta nakonec absorbovala i Čínu (Říši Ming). Zapojení do velkého čínského státu mongolskou kulturu silně ovlivnilo a vedlo k počínštění, přesto se zachovalo vědomí mongolské výlučnosti. Když říše Čching roku 1911 padla, Mongolové vyhlásili nezávislost, o níž však museli vojensky bojovat až do roku 1921. Boj o mezinárodní uznání, kterému Číňané bránili, trval ještě déle, prakticky až do roku 1945. Potřeba ochrany proti čínskému tlaku vedla k hledání nového silného spojence a ochránce – Ruska. Kvůli tomuto spojenectví Mongolové již roku 1924 vyhlásili Mongolskou lidovou republiku, která měla fungovat podle sovětského vzoru. V letech 1990–1992 byl však komunistický systém opuštěn ve prospěch demokracie a volného trhu.

## Prehistorie

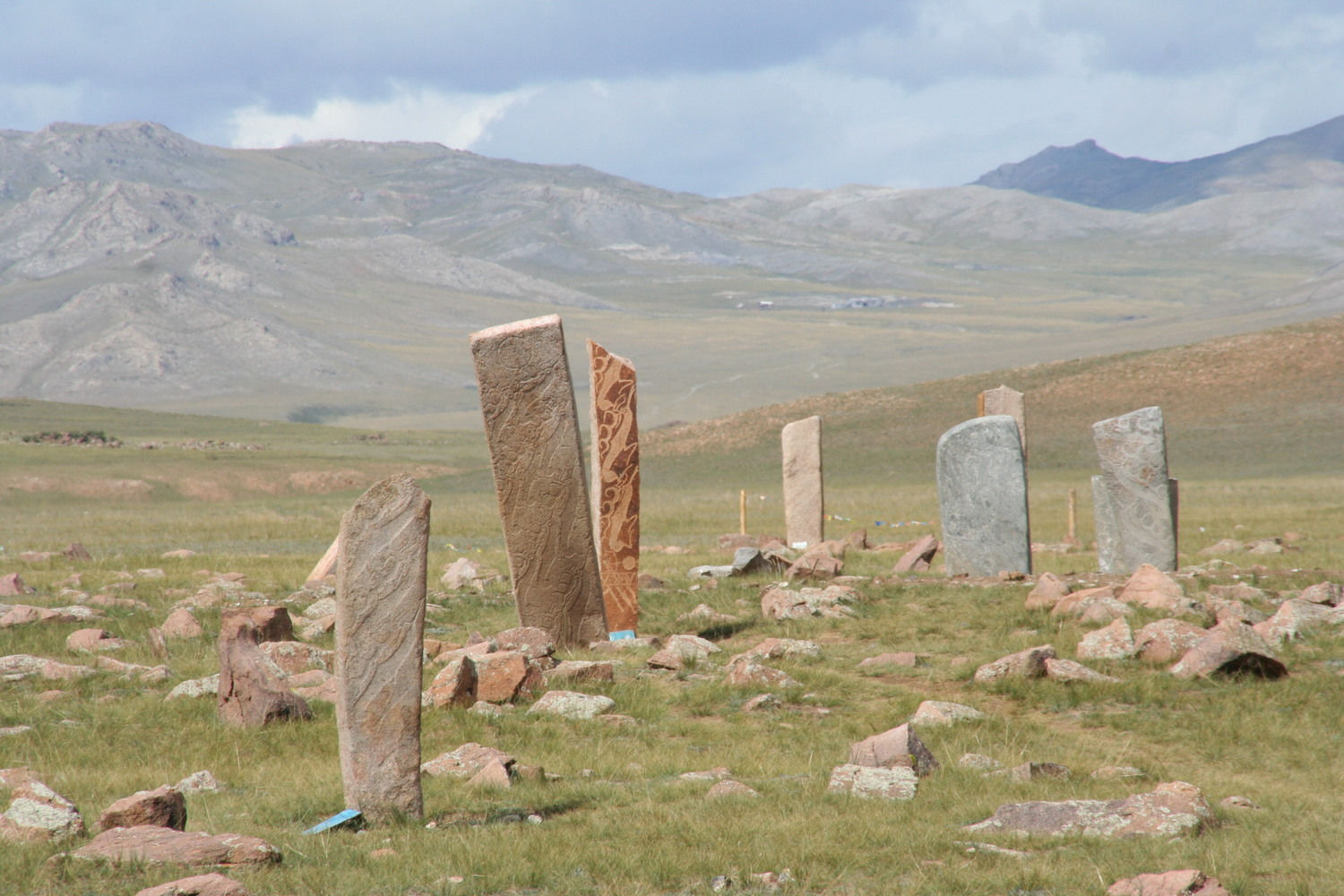
Jelení kameny

Poté, co před 50 milióny let indická tektonická deska narazila do eurasijské, vznikly jejím tlakem postupně Himálaje, nejvyšší pohoří světa. Ty zablokovaly pronikání teplého a vlhkého vzduchu do střední Asie, což vytvořilo značně suchou oblast, byť ještě před několika stovkami let byla mnohem méně suchá než dnes. Oblast tedy byla relativně nevhodná pro pravěké lidské osídlení, díky čemuž fosilií prvních lidí není na území Mongolska mnoho. Odborníci nicméně předpokládají, že by homo erectus mohl obývat Mongolsko již před 800 000 lety, byť fosílie to potvrzující nebyly dosud nalezeny, na rozdíl od kamenných nástrojů, které se našly na jihu pouště Gobi a byly právě do období 800 000 let př. n. l. datovány.
Důležitými prehistorickými pozůstatky jsou paleolitické jeskynní malby v jeskyni Choid Tsencheriin (Modrá jeskyně) v provincii Chovd a v jeskyni Tsagaan (Bílá jeskyně) v provincii Bajanchongor. V provincii Dornod byl doložen nejstarší přechod k zemědělství na mongolském území. Nejstarší rozpoznávanou kulturou je tzv. kultura plochých mohyl z pozdní doby bronzové a rané doby železné. Typickým artefaktem této kultury byly krom mohyl, jež jí daly jméno, tzv. jelení kameny (někdy zvané též sobí kameny), které připomínají evropské menhiry, ale jsou opracované, někdy vyhlazené a občas i ozdobené rytinami. Existují ovšem i teorie posouvající vznik jeleních kamenů mnohem blíže k současnosti, do 7. nebo 8. století př. n. l. Většina jeleních kamenů se vyskytuje v blízkosti hrobů, z čehož archeologové usuzují, že šlo o jakési strážce mrtvých, ale názorů v této věci je mnohem víc. Patrně vztyčování kamenů nějak souviselo se šamanismem, který byl nejvýznamnějším rysem duchovního života Mongolska až do středověku. V Mongolsku je známo asi 700 těchto megalitů, celkem po světě jich je známo asi 900 (další naleziště jsou zejména v Rusku na Sibiři). Obrovský pohřební komplex z doby železné (z 5.–3. století př. n. l.) byl objeven poblíž Ulángomu.
Historiografie 19. století předpokládala, že Skytové a mezi nimi zvláště Sakové (někdy klasifikováni jako Indoskythové) pocházejí z Mongolska a jsou příbuzní Mongolů a Protomongolů. To dnes věda většinou popírá, ale pokusy spojit zvláště rytiny na jeleních kamenech se Skyty se pravidelně vracejí. Zcela nevědeckou tato stopa není, protože v 5. a 6. století v západním Mongolsku malá komunita Skytů skutečně žila. Etnický základ Mongolů je ostatně dosti různorodý. Krom Protomongolů tu byly tzv. euroasijští nomádi, kteří sídlili ve stepích střední Asie. Na západě dnešního Mongolska žili v pravěku a na počátku starověku kmeny turkické, na východě tunguzské. Okolo 8. století př. n. l. se v západním Mongolsku usadili Indoevropané, buď šlo o zmíněné Skyty, nebo kmen zvaný Jüe-č’ (který později sehrál významnou dějinnou úlohu mnohem jižněji, jako klíčové etnikum Kušánské říše). Různorodost kmenů se dlouho uchovávala, „identitární revoluci“ způsobil až ve středověku Čingischán. Typická byla též značná pohyblivost kmenů.

## Siungnuská říše

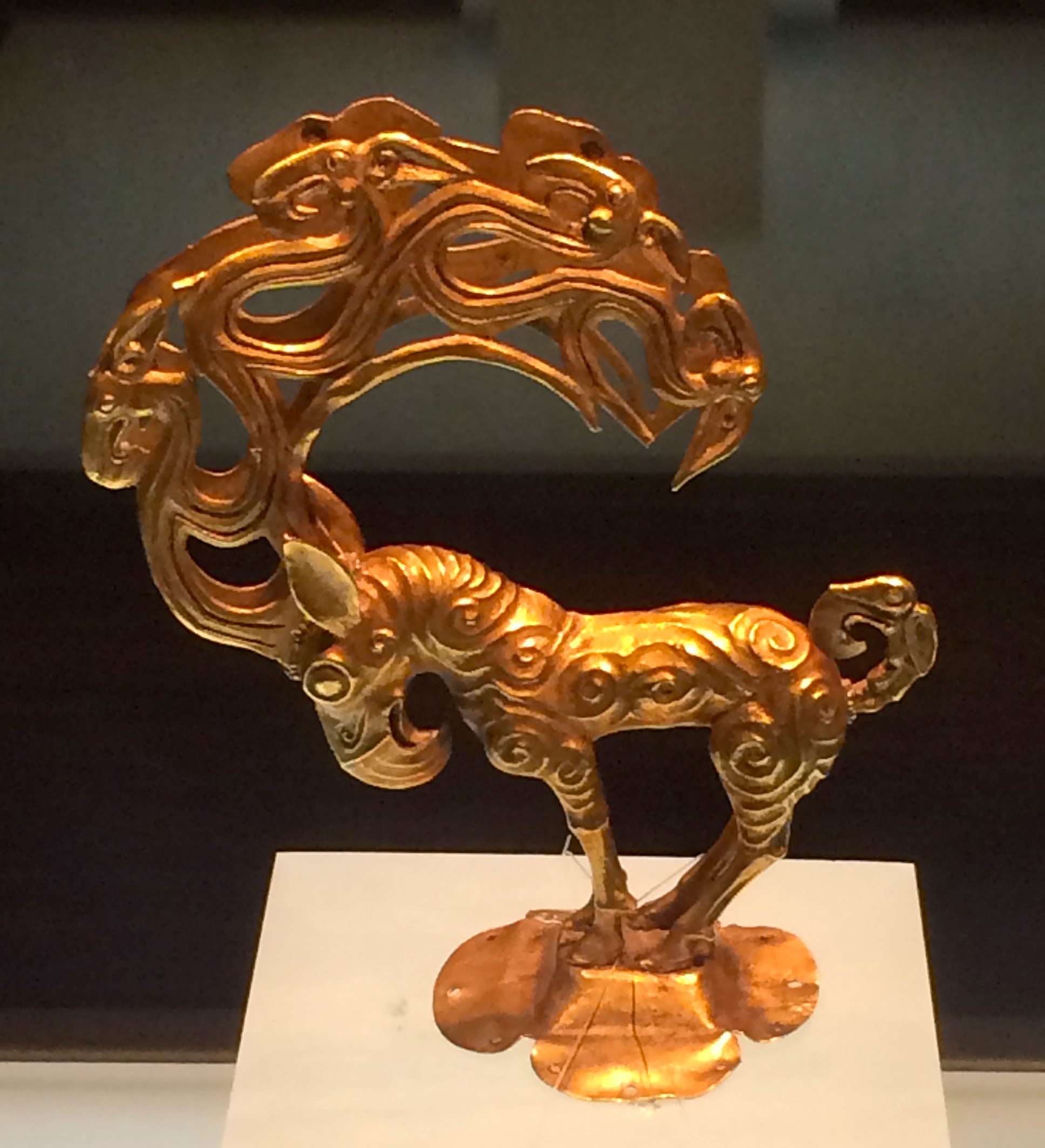
Zlatý kůň nalezený v Siungnuském hrobě

Za první nadkmenový státní útvar na mongolském území lze považovat nadkmenový svaz vytvořený na začátku 3. století př. n. l. Siungnui, kmenem, o jehož původu se vedou spory, ale většinou je označován za turkický. Tento kmen původně sídlil ve stepní oblasti Ordos (na dnešních hranicích Mongolska a Číny), odkud jej roku 215 př. n. l. vytlačila na sever armáda čínské říše Čchin. O několik let později siungnuského vládce, šan-jüa Tchou-mana svrhl jeho syn Mo-tu (vládl 209–174 př. n. l.), který se stal zakladatelem říše, když si podrobil kmenový svaz východních Chuů ve východním Mongolsku a Mandžusku, jihosibiřské Ting-lingy a Jüe-č’y v Kan-su a Tarimu. Siungnuové tak získali převahu v široké oblasti mezi Sibiří a Čínou. Největší problémy jim způsobovala čínská říše Chan, vzájemné nájezdy nebyly výjimkou. Říše Chan nakonec získala v dlouhých válkách, především za císaře Wu-tiho (vládl 141–87 př. n. l.) nad Siungnuy převahu, a ti se od poloviny 1. století př. n. l. stali na Chanech závislými. V souvislosti s občanskou válkou v Číně na přelomu letopočtu (Wang Mang) se Siungnuům podařilo získat nezávislost, ale od poloviny 1. století se rozdělili na severní a jižní, přičemž jižní Siungnuové se usadili podél čínských hranic a stali se chanskými vazaly. Severní Siungnuové podlehli v bojích se svými sousedy a ustoupili do Džungarska, mongolské stepi poté ovládli Sien-pejové. V polovině 2. století Siungnuové odešli i z Džungarska. Část se usadila v Sedmiříčí, kde založili stát Jüe-pan, v 80. letech 5. století zničený Teleuty. Jiná skupina patrně odešla dále na západní Sibiř, kde smíšením s ugrickými kmeny dali vzniknout Hunům.

## Sien-pejové

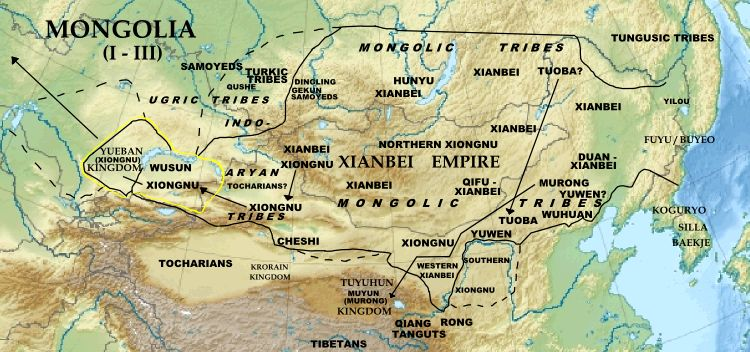
Říše Sien-pej

Na území Siungnů se přesunuli Sien-pejové, severní větev Dunžuů, patrně proto-mongolská skupina zaznamenaná čínskými historiky (odtud její čínské označení). Sien-pejové významně posílili v 1. století, roku 147 pak založil jejich stát (či nadkmenový svaz) král Tanšihuai.
Království Sien-pej pak úspěšně odrazilo invazi dynastie Chan v roce 167 a dobylo oblasti severní Číny v roce 180. Je známo, že vládce státu Sien-pej nebyl dědičný a byl volen kongresem šlechty. Kromě rozsáhlého chovu hospodářských zvířat se Sien-pejové věnovali i zemědělství a řemeslům, což nebylo mezi mongolskými kočovníky obvyklé. Konfederace existovala zhruba do roku 234, ale Sien-pejové ovlivňovali oblast i nadále. Patřili ke kmenům, kteří roku 317 provedli mohutnou invazi do Číny. Celá Čína na sever od řeky Jang-c’-ťiang byla zabrána kočovníky. Invaze skončila však naprostým chaosem, když kočovné kmeny začaly bojovat mezi sebou.
Nejvíce se v Číně prosadil jeden z kmenů sien-pejské konfederace, Tabgačové. Ti na hranici s Čínou dokázali udržet vlastní stát v letech 386–581. Později byl kmen počínštěn a přijal jméno Jüan. Stát je znám jako Severní Wej.
K sien-pejské federaci patřili i Žoužanové. I ti se nakonec zmohli na vlastní stát. Existoval v letech 330–555 jako Žoužanský chanát a byl severním sousedem Tabgačů (s nimiž vedl vleklé boje). Byli to patrně Žoužanové, kteří jako první použili později známý titul „chán“. Jejich chanát ovládl území Mongolska, východní Kazachstán, Kan-su, části severovýchodní Číny a jižní Sibiř. Heftalité (někdy zvaní Bílí Hunové) byli vazaly Žoužanů celé století. Stát nakonec zahubila vzpoura Turkutů (zvaných též Modří či Orchonští Turci) v roce 552. Turkuti chanát definitivně porazili roku 555, což značilo jeho konec. Sami Turkuti pak založili Turkutský kaganát, nový klíčový stát v oblasti.

## Turkuti

Vlajka Ašinovské dynastie

Turkuti, žijící na jižní Altaji, dlouho sloužili Žoužanům jako kováři, jejich vzpoura je proto často nazývána „kovářskou“. Povstání vedl Bumin, který se pak stal i zakladatelem nového státu, Turkutského kaganátu, jenž se stal nejmocnější silou ve střední Asii. Bumin byl zván též Ašına Tumen, odtud název jeho dynastie: Ašinovci. Udělil si titul illig-kagan (král králů). Za hlavní město Bumin zvolil Ordu Balık, bývalé hlavní město Siungnuů.
Roku 581 zastavila výpady Turkutů do Číny dynastie Suej, čímž začala vleklá válka. Suej dokázala kaganát i rozštěpit na východní a západní roku 583. O rok později uznal kaganát podřízenost Suejům, nicméně roku 615 se Turkuti znovu vzbouřili. Vnitřní boj mezi turkickými šlechtici vedl k jejich porážce čínskou dynastií Tchang (vládla 618–906) v roce 630. V letech 629 až 648 vymazala tchangovská Čína moc Turkutů severně od Gobi. V letech 641 až 648 Tchangové dobyli i západní část kaganátu, který se tak téměř rozpadl. Povstání z roku 682, vedené Kutulukem a Tonjukukem, mu však vdechlo nový život. Turkutský vojevůdce Tardu v roce 701 oblehl tehdejší čínské hlavní město Čchang-an (dnešní Si-an). Nedobyl ho ovšem a krátce na to se kaganát znovu rozpadl, přičemž nejmocnější pak byla jeho východní část. Zcela rozdrcena byla turkutská říše roku 744 spojenými silami Číňanů, Ujgurského kaganátu a některých kočovných kmenů.
Ujgurský kaganát byl rovněž turkutským státem (obyvatelé hovořili stejným jazykem jako Turkuti, etnická návaznost zde zřejmě nebyla). Existoval v letech 742–848. Byl ovládán kmenovou šlechtou Orchonských Ujgurů. Říše přetrvala do poloviny 9. století, kdy roku 840, po dvou desetiletích válek s Jenisejskými Kyrgyzy, byla zničena. Pod kyrgyzským tlakem opustili Ujgurové Orchonském údolí a stěhovali se na jih do Číny, Východního Turkestánu a západně od něho, kde utvořili několik menších státečků.

## Kitani

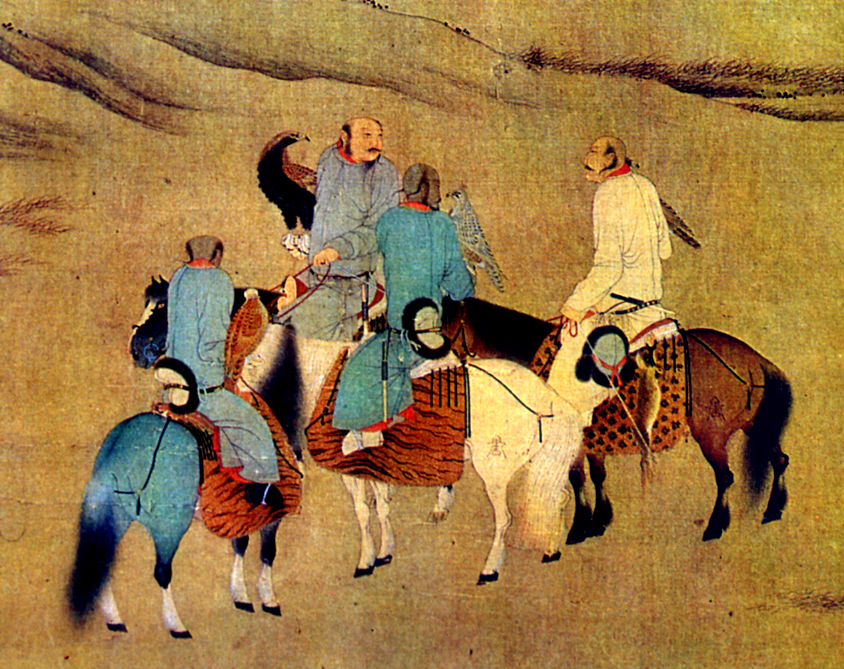
Kitani užívali k lovu sokoly, malba z 10. století

V 10. století se nejmocnějším mongolským kmenem stali Kitani, jež se kdysi, asi ve 4. století, oddělili od Sien-pejů a dlouho byli vazaly Číňanů, Turkutů a Ujgurů. Kitani ovládli území táhnoucí se od Koreje na východě až po pohoří Altaj na západě. Podmanili si také část severní Číny, kde založili říši Liao, jež existovala v letech 907–1125. (Podle jména kmene se dokonce Číně dlouho v Evropě říkalo Kitaj, tento pojem je ostatně dodnes používaný v ruské jazykové oblasti).
Zakladatelem královské dynastie Liao byl Kitan Jie-lü A-pao-ťi (vládl 907–926), který krom Mongolska a severní Číny brzy ovládl i Mandžusko, kde si podrobil Tataby a stát Parhe (926). Ovládl i Džürčeny v Přímoří. Tribut Liau platila dokonce čínská dynastie Sung i korejská dynastie Korjo. Nicméně je zřejmé, že zatímco ze severu na jih proudila moc a síla, z jihu na sever kultura a Kitani se v průběhu doby počínštili, přijali dokonce buddhismus. Mongolsko-čínské kulturní napětí naplňovalo i politický život Liaa, vedl se neustálý spor o způsob hledání nového panovníka – zda upřednostnit dle čínského zvyku dědičnost trůnu, nebo mongolskou volbu nejschopnějšího ze šlechticů, což je tradice doložená u řady kočovnických nadkmenových svazů. Napětí vedlo jeden čas dokonce k vytvoření dvou vlád – jedna spravovala jih státu podle čínských úředních metod, sever byl spravován dle kočovnické tradice.
Říše Liao zanikla roku 1125 po vzpouře Džürčenů. Část Kitanů pak odešla na západ, kde pod vedením Jie-lü Ta-š' porazila muslimské Karachány a založila Karakitanský chanát s centrem v Balasagunu. Ten existoval do roku 1218, kdy ho dobyl Čingischán. Další část Kitanů v severní Číně zůstala a tvořila elitní jednotky v armádách dynastií Ťin a Juan.

## Mongolská říše

### Čingischán

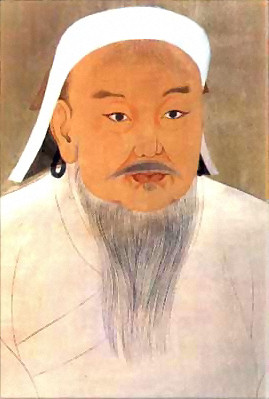
Čingischán

Vůdce několika mongolských kmenů Chabulchán porazil v letech 1125-1139 Džürčeny. Díky tomu mohl vzniknout státní celek nazývaný Chamag Mongol. Chabulchánův vnuk Jesugej byl však poražen a zavražděn Tatary. Jeho syn Temüdžin se stal vyhnancem, podle některých zdrojů dokonce načas otrokem. Sňatek s manželkou Borte, z velmi vznešené rodiny z kmene Kerejtů, mu však dodal společenskou prestiž. Je zajímavé, že Kerejtové byli křesťané, což dalo vzniknout v Evropě fámě, že Čingischán je křesťan, ba bájný kníže Jan seslaný křesťanům na pomoc v boji s muslimy. Podle některých badatelů mohly tyto pověsti dokonce částečně za pozdější snadný průnik Mongolů do Evropy a nepřipravenost křesťanských armád na ně.
Temüdžin se postavil do čela Kerejtů a od roku 1200 začal připravovat sérii smluv mezi jednotlivými mongolskými kmeny. Roku 1206 je sjednotil a byl zvolen sněmem kurultajem Nejvyšším vládcem - Čingischánem. Pod tímto označením pak vstoupil do světových dějin, jakkoli jde v podstatě o titul. Jím takto založená Mongolská říše otevřela zlatou éru mongolských dějin a ovlivnila i dějiny světové, ačkoli existovala pouhých 160 let (1206-1368). Čingischán je znám především jako dobyvatel, ale byl též velkým reformátorem mongolské společnosti - namísto chaosu a svévole místních náčelníků nastoupila železná kázeň. V kombinaci s tradiční kočovnickou dobyvačností tím vznikla jedna z nejexpanzivnějších říší světa.
Expanzi zahájil Čingischán roku 1211. V roce 1215 dobyl Peking, o dva roky později karakitanský kaganát, v letech 1218-1224 vyplenil Chórezmskou říši. Mezitím vojevůdci Sübetej a Džebe napadli Kavkaz, porazili Kumány a v roce 1223 v bitvě na řece Kalce i vojska kyjevského velkoknížete Mstislava III. To Mongolům otevřelo cestu na Krym a na Ukrajinu. Síla Čingischánovy armády spočívala ve vynikající jízdě, perfektně vycvičených lučištnících, odolném druhu koní, rychlých přesunech a obléhacích strojích, které si Mongolové nechali stavět cizími inženýry.

### Ögedej

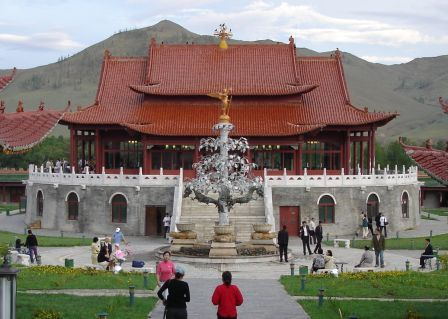
Moderní rekonstrukce fontány stříbrného stromu z města Karakorum

Čingischán zemřel roku 1227, během tažení proti čínské dynastii Ťin. Jeho nástupcem se stal jeho třetí syn Ögedej. Ten založil nové hlavní město Charchorin (Karakorum). Leželo na řece Orchon a mělo 1000 jurt. Roku 1235 založil též poštovní službu.
Za jeho vlády pokračovala expanze, západní jednotky (jimž ovšem sám Ogedej nevelel) ovládly Kyjevskou Rus a roku 1241 vstoupily do Polska a Uher (viz též Mongolský vpád do Evropy). Po bitvě u Lehnice (do níž český král Václav I. nedorazil včas) pak mongolská vojska protáhla Moravou (s největší pravděpodobností bez vojenského střetnutí na českém území, ačkoli toto střetnutí je popsáno v legendách), aby se spojila s Mongoly v Uhrách. Zde se vojska dozvěděla o Ogedejově smrti (1241) a stáhla se zpět do Asie.

### Kublaj

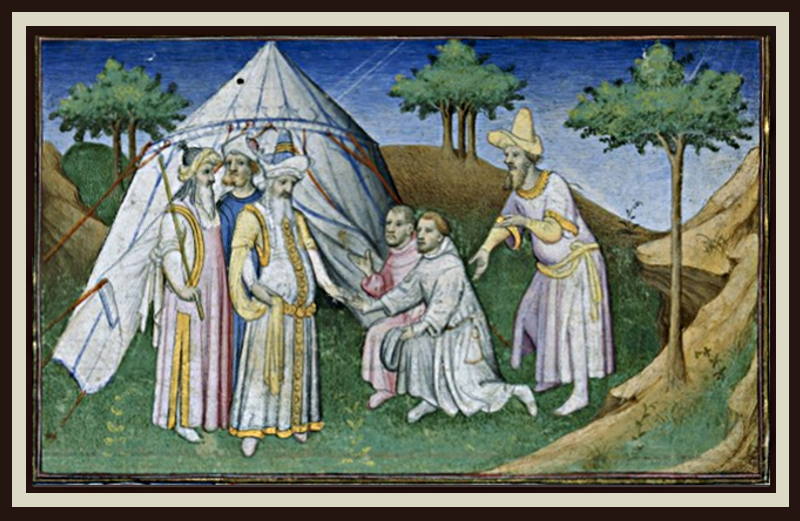
Marco Polo se setkává s Kublajem, ilustrace z Polova Milionu

Roku 1260 byl zvolen Velkým chánem Čingischánův vnuk Kublaj. Ten dobyl říši Sung na jihu Číny a založil zde novou dynastii (Jüan). Čínu však nejen dobyl, rozhodl se učinit z ní centrum nové říše. V roce 1264 opustil Karakorum a hlavní město přemístil do Chánbalyku (dnešní Peking). V roce 1271 se prohlásil čínským císařem a čínština byla vyhlášena za "státní jazyk", v němž mají komunikovat všechny národy mongolské říše. Toto "počínštění" bylo odrazem tradičního mongolského dilematu (stará usedlá čínská kultura, nebo dynamická kultura stepní). Kublajova volba mu nadělala v říši mnoho nepřátel a podílela se na jejím rozklížení.
Souvisela patrně i s jeho buddhismem, z nějž ostatně učinil státní náboženství. Kublaj byl tolerantní i ke křesťanům (zejména nestoriánům, což byl směr vyznávaný již Kerejty). Vlídně přijal i známého benátského cestovatele Marca Pola (1275–1292). Což neznamenalo, že by se zřekl dobyvačnosti - v letech 1277–1289 dobyl Koreu, Vietnam i Barmu. Naopak se mu nepodařilo dobýt Japonsko (vznikl tehdy mýtus o kamikaze, božském větru, který prý Kublajova vojska zastavil).

### Rozpad říše
Už během Kublajova života se říše rozpadla na čtyři části, Zlatou hordu s centrem kolem řeky Volhy (dosti ovlivnila ruské dějiny), Čagatajskou říši ve střední Asii, Ílchanát (dnešní Írán, Turecko a Sýrie) a Kublajovu Jüanskou říši (Čína, Mongolsko).
Datum definitivního konce říše je uváděno různě, ale nejčastěji je to rok 1368, kdy byli Mongolové vyhnáni z Číny rolnickými povstalci (tzv. rudými turbany). Po stažení na mongolské území pak nastala demoralizace a vypukly boje mezi jednotlivými kmeny. V roce 1380 vtrhla do Mongolska čínská armáda a roku 1388 srovnala Karakorum se zemí. Podle některých teorií mohla k zániku říše přispět i morová nákaza.
Mongolská říše bývá uváděna jako největší impérium dějin (někdy jako druhé za Britskou říší). Na vrcholu své moci ovládala 100 milionů obyvatel. Odhaduje se však také, že během výpadů Mongolské říše 30-60 miliónů lidí zemřelo. Například počet obyvatel Číny klesl během mongolské nadvlády o polovinu. Pozoruhodné též je, jak rychle se i následnické chanáty Mongolské říše zhroutily, jak málo po nich zůstalo a jak křehkou se moc na chvilku nejmocnější říše světa ukázala.

## Poslední chánové a šíření buddhismu
V jižní Číně po ústupu Jüanů zůstalo asi 250 000 Mongolů. Mnoho z nich Číňané zabili. Na konci 14. století bylo Mongolsko rozděleno na dvě části: západní Mongolsko (Ojrati) a východní Mongolsko (Chalchové, Bagruti, Burjati). Obě části bojovaly o nadvládu.
Chaos po rozpadu nástupnických chanátů se pokusil rozehnat ojratský vládce Esen-tajši v polovině 15. století, když ovládl východ a zemi znovu sjednotil. Dal na chvíli vzpomenout na staré časy, když roku 1449 zaútočil na mingskou Čínu (bezprostřední záminkou k válce bylo odmítnutí Esenovy žádosti o císařskou princeznu pro jeho syna). Roku 1449 v bitvě u Tchu-mu zajal Esen čínského císaře Jing-cunga. Číňané však vybrali nového císaře Ťing-tchaje a za starého nehodlali nic vyměnit. Překvapený Esen tak svého vítězství nijak nevyužil. Za svého nástupce poté Esen vybral staršího syna Amasandže. To vyvolalo vzpouru části Ojratů vedenou Alag Temürem. V následující bitvě byl Esen poražen a brzy zahynul. Mongolsko pak zažilo další éru rozvratu.
Dalším sjednotitelem se stal roku 1480 Chalch Dajan-chán (tak jako u Čingischána jde v podstatě o titul, ale tradice ho zapsala do učebnic takto; jeho jméno jinak znělo Bátú Möngke). Velkou politickou i vojenskou úlohu při sjednocování kmenů sehrála i jeho manželka Manduchaj, právě ona porazila Ojraty. V letech 1514 a 1517 provedl Dajan-Chán velký nájezd na mingskou Čínu. Nájezd z roku 1517 skončil třídenní bitvou s čínskou armádou, jíž osobně velel císař Čeng-te. Přes velké ztráty Číňané zvítězili a Mongoly ze svého území vyhnali. Pro své syny Dajan-chán rozdělil Mongolsko do šesti tzv. tümenů, čímž vznikl decentralizovaný systém vlády, který se udržel až do třicátých let 17. století. Znamenal ovšem rostoucí vliv Číny.

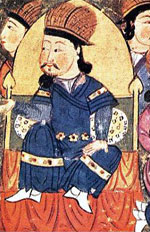
Altan-chán

Kulturně nejvlivnější z tumenských knížat byl Dajan-chánův vnuk Altan-chán (vládl 1507–1582), který sehrál zásadní roli při šíření buddhismu v Mongolsku, který začal být zván severním buddhismem a vytvořil si osobitou tradici, inspirovanou značně buddhismem tibetským (Tibeťané sehráli roli již při prvotním pronikání buddhismu do Mongolska ve 13. století). Roku 1577 pozval Altan-chán do Mongolska tibetskou buddhistickou sektu Gelugpa, zvanou též Sekta žlutých čepic. Vedl ji Sonana Gjamčo. Ten neváhal Altan-chána „propagandisticky“ podpořit šířením názoru, že je reinkarnací Kublaje. Altan-chán na oplátku udělil Sonan Gjemčovi titul dalajláma (zpětně byl označen za 3. dalajlámu). Sekta pak získala více mongolský (a politický) charakter, když Gjamča nahradil rodilý Mongol a Altan-chánův vnuk Jontan Gjemčo. To nicméně pomohlo k velmi rychlému šíření buddhismu v Mongolsku. Kulturní vliv sekty byl mimořádný, neboť mniši začali překládat tibetské a sanskrtské buddhistické texty do mongolštiny, čímž ustavili spisovnou mongolštinu a pomohli rozvinout mongolskou literaturu.

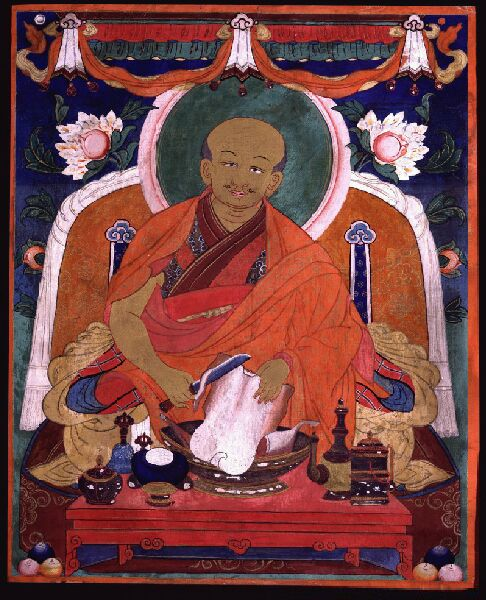
mnich Dzanabadzar

V 17. století se velkou osobností této linie stal mnich Dzanabadzar, někdy zvaný „asijský Leonardo“. Byl sochařem, malířem, básníkem, vědcem i teologem. Založil též klášter Ribogedžiling, kolem kterého nakonec vyrostlo dnešní hlavní město Ulánbátar. Dzanabadzar byl dlouho příznivcem připojení Mongolska k Číně (za jeho života k němu de facto již docházelo). Když tento názor později přehodnotil, byl v Číně, roku 1723, patrně zavražděn. Byly takto zasazeny zárodky čínské nedůvěry k dalajlámům z Mongolska, což vedlo k tomu, že začali být vybírání výhradně v Tibetu.
Vliv Číny v Mongolsku rostl od pádu Mongolské říše soustavně. Jedním z posledních klasických bojovníků za nezávislost na Číně byl chán Ligden (vládl 1604-1634). Jeho porážka a pád roku 1634 vedli k tomu, že mongolská knížata musela uznat roku 1638 za mongolského vládce čínského císaře Chuang Tchaj-ťia, prvního panovníka dynastie Čching. To lze považovat za konec byť omezené mongolské nezávislosti.

## Čínská nadvláda
Po porážce roku 1636 bylo Mongolsko rozděleno na Vnitřní Mongolsko, již ovládnuté Čchingy (a dodnes je součástí Číny, jakožto autonomní oblast), a Vnější Mongolsko, tehdy ještě Číňany plně neovládnuté. Jenže roku 1691 Číňané vojensky dobyli i Vnější Mongolsko. Poslední ostrůvek nezávislosti, ojratský Džungarský chanát, Čchingové dobyli roku 1757. Toto finále ovládnutí kdysi mocných Mongolů (tzv. Třetí ojratsko-mandžuská válka) bylo přitom mimořádně krvavé a spojené i s vyhlazování civilního obyvatelstva. Z 600 000 Džungarů přežilo pouze 30 000. Odhaduje se, že Číňané vyhladili 30 procent Ojratů, dalších 40 procent v poválečném chaosu a bídě podlehlo neštovicím. Zachránilo se asi 20 procent národa, tedy ti, co uprchli do Ruska a Kazachstánu. Zbývajících 10 procent nechali Číňané přesunout do svého vnitrozemí a oblast zcela vyčistili. Nastěhovali do ní pak nová etnika. Někdy se hovoří o džungarské genocidě (například historik Mark Levene), oproti jiným je však málo známá. Byla nicméně jednoznačným důkazem úplné čínské nadvlády.
V 17. století se vedle expanze čínské objevila i hrozba expanze ruské. Od 20. let jí na severu čelili Burjati. Ruští kozáci dobyli okolí Bajkalu a brutálně potlačili burjatská povstání v letech 1658 a 1696. Burjatská území byla připojena k Rusku smlouvou z roku 1727 (již uzavřela Čína). Ani další burjatská vzpoura roku 1767 na tom již nic nezměnila. Hranice dohodnuté Číňany zůstaly stejné až do dnešních dnů.
Číňané Vnější Mongolsko pak rozdělily do čtyř ajmagů (provincií). Pro venkovské obyvatelstvo bylo nejhorší, že pod Číňany poprvé poznalo klasické nevolnictví. Tradiční mongolský feudální systém byl spíše založen na vojenských povinnostech ke kmenovému vůdci, nyní ovšem Mongolové poznali ujařmení a nucenou práci.
Zpočátku nebyla politika Číňanů vyloženě sinizační, dokonce byly v jistou chvíli zakázány mezietnické sňatky, aby se čínské a mongolské obyvatelstvo nesmísilo. Časem ale byla zvolena jiná, asimilační politika, zejména v rámci tzv. nových čchingských reforem zahájených roku 1901. Byl to jeden z důvodů, proč se Mongolové rozhodli pro nezávislost, jakmile se říše Čching roku 1911 zhroutila.

## Válka za nezávislost

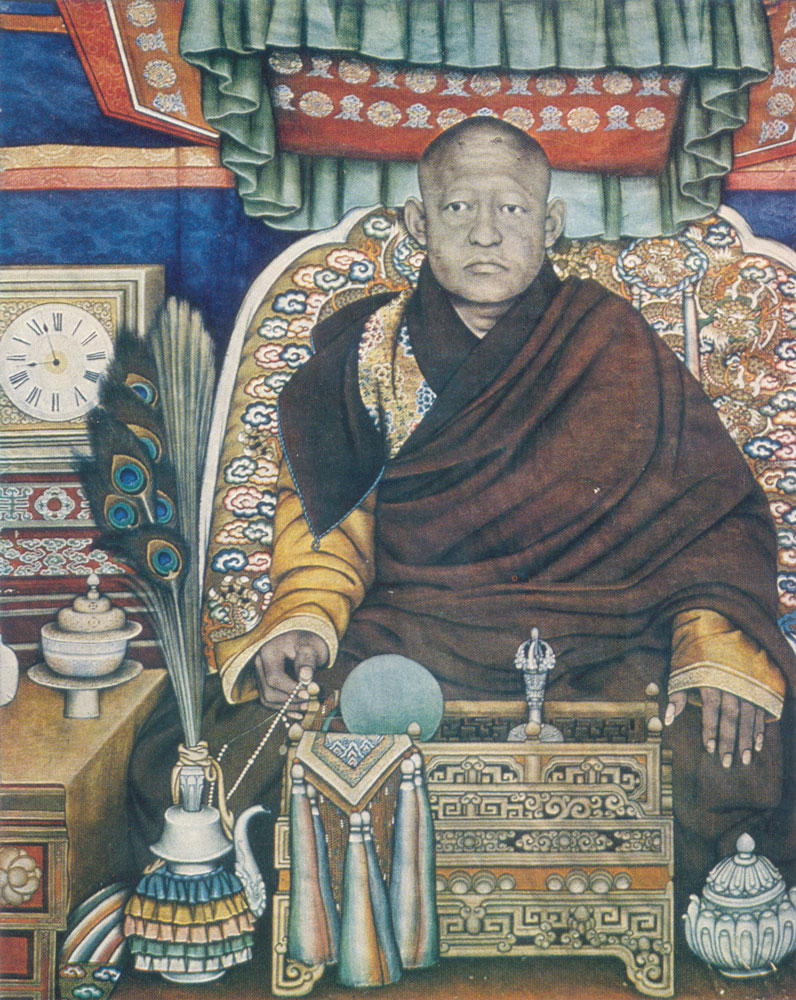
Džebcundampa Chutuchtu známý jako Bogdgegén

Po Sinchajské revoluci v Číně, která svrhla Čchingy a nastolila republiku, Mongolové ústy nejvyššího představitele mongolského buddhismu Džebcundampy Chutuchtua, označovaného často jen svým titulem Bogdgegén, prohlásili, že jejich loajalita patřila královské dynastii a nikoli čínskému národu a po pádu dynastie je tedy Mongolsko nezávislým státem. Sám Bogdgegén se jako monarcha postavil do čela nového státu, jenž byl tvořen územím Vnějšího Mongolska. Vůdci nové čínské republiky byli zaskočeni, ale prozatím nijak nezasahovali. Bogdgegén 2. února 1913 poslal mongolskou armádu, aby „osvobodila“ i Vnitřní Mongolsko. Navzdory tomu, že Rusové odmítli Mongolům prodat zbraně a car Mikuláš II. se ohradil proti „mongolskému imperialismu“, a navzdory tomu, že proti Mongolsku brojili i Britové v obavách, že osamostatní-li se Mongolové, „vzbouří se celá střední Asie“, 10 000 příslušníků mongolské kavalerie porazilo sedmdesátitisícovou čínskou armádu ve Vnitřním Mongolsku a anektovalo ho. Euforie však dlouho nevydržela. V roce 1914 se musela mongolská armáda z Vnitřního Mongolska stáhnout, kvůli nedostatku zbraní a střeliva.
Bogdgegén nicméně věřil, že aspoň Vnější Mongolsko je zabezpečeno a začal budovat nový stát. Roku 1914 byl svolán parlament a o rok později Mongolsko podepsalo s Ruskou říší dvoustrannou dohodu, jíž Rusové nezávislý Mongolský stát uznali. Poté však Čína vyvinula silný diplomatický tlak na Rusko a v Kjachtě se sešli Mongolové s Rusy a Číňany na jednání třístranném. Výsledkem byla nová smlouva, kde Rusové již uznávali jen mongolskou autonomii uvnitř Číny. Mongolská vláda se nicméně dál tvářila, že nezávislost trvá, naopak Čína zase, že Mongolsko je pouhou provincií Číny. Nakonec mongolská vláda přijala “ruskou pozici” a věřila, že Rusové budou alespoň autonomii garantovat.
Po Říjnové revoluci však Číňané vycítili šanci a zesílili tlak. Roku 1919 vstoupila čínská armáda na mongolské území a Bogdgegén byl přinucen podepsat dokument, jímž se vzdával vlády i nezávislosti Mongolska. Někteří mongolští vlastenci byli uvězněni a někteří – jako třeba Damdinsüren – ve vězení umučeni. Čína pak rychle utlumila jakékoli autonomizační snahy.

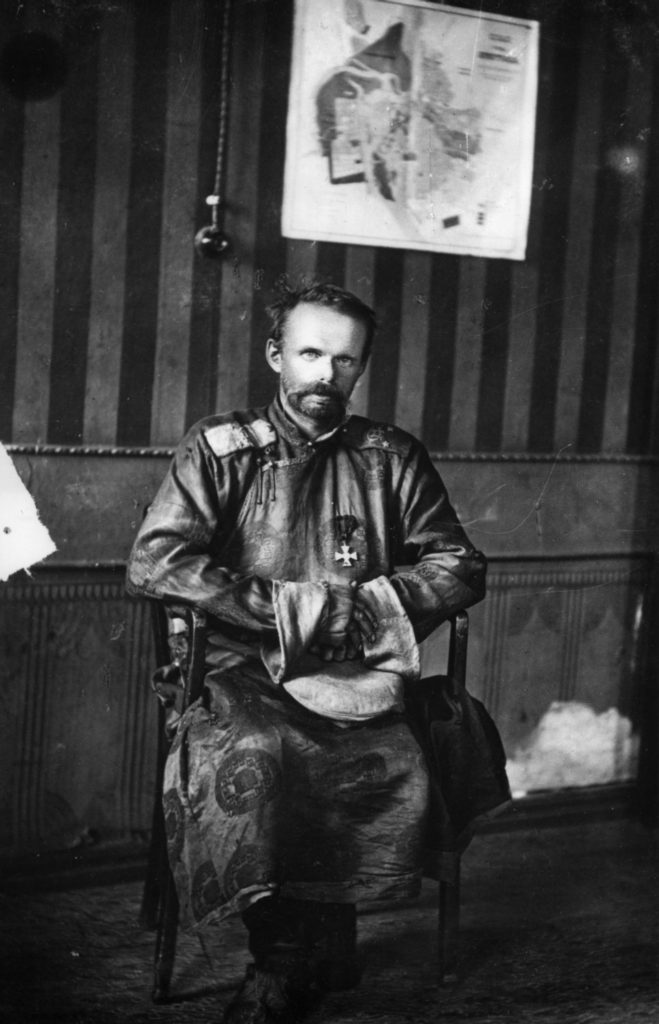
Baron Ungern

Do zdánlivě vyřešené situace však náhle zasáhlo dění v revolučním Rusku. V březnu 1921 na mongolské území vtrhlo vojsko Romana Fjodoroviče Ungerna von Sternberg, které bylo rudými vytlačeno ze Zabajkalska. Ungern, známý také jako “šílený baron”, volně přináležel k bělogvardějské straně, avšak přímo pod bílé velení nespadal, neboť svými dobrodružnými plány budil i u Kolčaka odpor. Byl placen a podporován Japonci, kterým za to slíbil Sibiř, což Kolčakovi lidé viděli jako vlastizradu. Ungern se tak pohyboval ruskou občanskou válkou jako “neřízená střela” na vlastní pěst. Jedním z jeho dalších dobrodružných plánů bylo obnovit Mongolskou říši, která by pak porazila ruské bolševiky. Přestože do Mongolska přitáhl jen s 800 muži, byli dosti zdatní, aby z Chüré (dnešního Ulánbátaru) vyhnali dvoutisícovou čínskou posádku a osvobodili Bogdgegéna z vězení. Vyhlásil pak obnovení mongolského království s osvobozeným duchovním v čele.
Skutečným vládcem byl však Ungern. Přijal buddhismus, začal nosit tradiční mongolský oděv a rozpoutal teror. Obětí jeho pogromů byli Číňani, Židé a mongolští komunisté. Existuje mnoho bizarních historek o Ungernově řádění, které zřejmě vyplývalo z jeho psychické choroby. Někdy šlo o fámy, doloženo bylo ale například stahování obětí z kůže zaživa. Proti Číňanům se nicméně „šílenému baronovi“ vojensky dařilo a v jistou chvíli měl reálnou možnost zaútočit na Peking. Jeho šťastná hvězda ovšem zhasla ve chvíli, kdy po konsolidaci sovětské moci na ruském území do Mongolska v červnu 1921 vtrhla Rudá armáda, doprovázená mongolskými komunistickými oddíly Damdina Süchbátara. Ungern se stáhl na Sibiř, kde se chtěl spojit s Japonci a Semjonovovými bělogvardějci. Nesehnal ale více než tisícovku mužů. S nimi se pak vrátil do Mongolska, kde chtěl rozpoutat lidovou protikomunistickou revoluci. V srpnu byl zajat a v září popraven. Bogdgegén se pak obrátil na Rusy a souhlasil s obnovením nezávislosti doplněné silným ruským vlivem. Ti však měli už jiné plány. Nezávislé, leč komunistické Mongolsko.

## Komunistické Mongolsko
Komunistická invaze z Ruska znamenala nejen porážku bělogvardějského vůdce, ale i vyhnání Číňanů. Nezávislost byla obnovena a i Bogdgegén zůstal formálně hlavou státu. Reálně však moc drželi komunisté a řada sovětských poradců (zejména Burjatů a Kalmyků). V roce 1924 Bogdgegén za záhadných okolností zemřel a komunisté vzápětí svrhli monarchii, přijali novou ústavu a vyhlásili 26. listopadu 1924 Mongolskou lidovou republiku. Mongolové se přimkli k Sovětskému svazu, který jim garantoval ochranu před Čínou. Protože SSSR a Mongolsko byly v té době jediné státy světa s komunistickým režimem, bylo Mongolsko až do konce druhé světové války značně izolováno od zbytku světa.

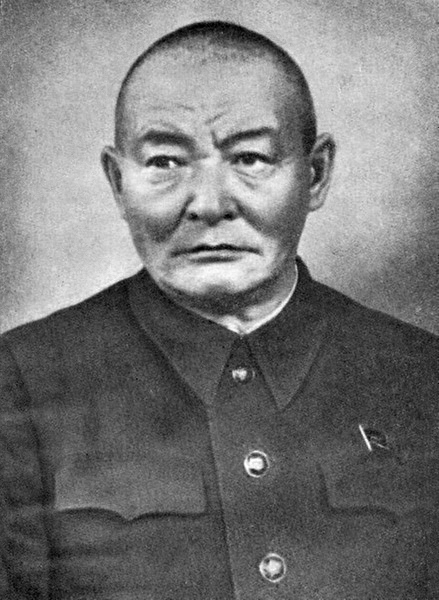
Chorlogín Čojbalsan

Zpočátku režim nezměnil tolik, ale roku 1928 došlo k prudké radikalizaci vládní politiky, začalo docházet k masivní kolektivizaci zemědělství, i malé obchody byly znárodněny, komunisté zaútočili i na buddhistické kláštery. Výsledkem byla hospodářská krize a lidové protikomunistické povstání, které musela likvidovat i intervenující ruská armáda. Komunisté (na radu Kominterny) poté odstavili největší radikály jako “levé úchylkáře” a režim poněkud uvolnili (tzv. Politika nového obratu). V roce 1937, v souvislosti se Stalinovými čistkami v SSSR (Velká čistka), zahájili novou vlnu teroru i stalinisté mongolští, v čele s Chorlogínem Čojbalsanem. Veškeré buddhistické duchovenstvo bylo vyvražděno. Velkou obětí represí se stali Burjati, kteří do Mongolska prchli z Ruska před Stalinovým útlakem. Počty obětí jsou nejisté, odhady se pohybují mezi 30 000 – 100 000 zavražděných. A to v situaci, kdy populace Mongolska byla 700 000 – 900 000 lidí. Relativně tak byly tyto čistky mnohem rozsáhlejší než v Sovětském svazu.

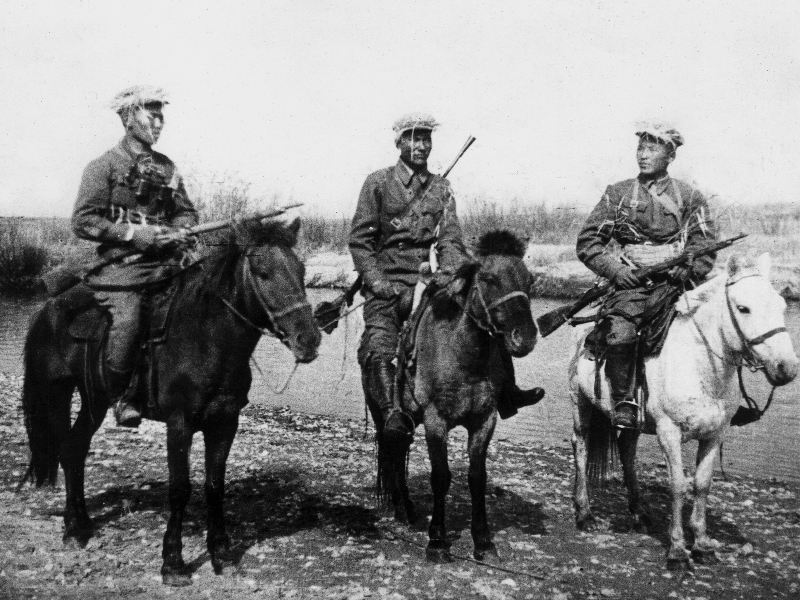
Mongolští jízdní vojáci během bitvy u řeky Chalchyn

Během Sovětsko-japonských pohraničních konfliktů mongolská armáda bojovala po boku Sovětů proti Japonsku. K nejdůležitějším patřila bitva u řeky Chalchyn roku 1939, kde spojené sovětsko-mongolské síly Japonce porazily a ukončily tak jejich pokus o invazi do Mongolska. Až do konce války to odradilo Japonce od intervence do SSSR. Mongolské jednotky se také účastnily bleskového tažení Rudé armády do japonského Mandžuska v srpnu 1945.
Po konci války se Čína odhodlala uznat mongolskou nezávislost, bude-li potvrzena v referendu. To bylo skutečně vyhlášeno a jeho výsledek zněl 100 procent pro nezávislost. Když se moci v Číně roku 1949 chopili komunisté, vztahy se pochopitelně zlepšily (naopak protikomunistický Tchaj-wan uznání Mongolska odvolal a blokoval jeho přijetí do OSN až do roku 1960; dosud ho oficiálně neuznal). Komunistická vláda v Číně se nicméně dotkla Mongolů žijících na jejím území, v tzv. Vnitřním Mongolsku. Za tzv. kulturní revoluce v 60. letech se stali terčem řádění fanatických Rudých gard. 22 900 Mongolů bylo při rudých pogromech ubito k smrti a 120 000 zmrzačeno. Ač oficiální cíle Rudých gard byly ideologické, ve Vnitřním Mongolsku byla patrně v pozadí i nacionální zášť, podpořená tím, že když se na konci 60. let čínští komunisté rozkmotřili se sovětskými, přimklo se Mongolsko k Sovětskému svazu.

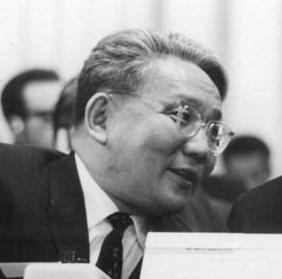
Jumdžágín Cedenbal

Jinak v 50. letech otočil režim (jako i v jiných sovětských satelitech) znovu doleva a přišla další vlna kolektivizace. Do čela země se postavil nový vůdce, Jumdžágín Cedenbal, jemuž začal být budován kult osobnosti po Stalinově vzoru. Cedenbal však na rozdíl od Stalina zůstal u moci až do roku 1984, kdy byl zbaven vedení kvůli údajné psychické poruše a svému odporu vůči opětovnému sovětsko-čínskému sblížení. K velkým rozvojovým projektům patřila Transmongolská magistrála, spojující přes mongolské území Moskvu a Peking. V 60. letech bylo vybudováno i jedno zcela nové, „ukázkově socialistické“ město Darchan. V 70. letech bylo podobně postaveno hornické město Erdenet. Erdenet a Darchan jsou v současnosti druhým a třetím největším městem Mongolska.
Po odstavení Cedenbala v roce 1984 se moci chopil Džambyn Batmönch. Po Gorbačovově vzoru se pokoušel o řadu reforem, zejména ekonomických, avšak nebyl v tom příliš úspěšný. Nespokojenost narůstala a po pádu komunismu v Evropě se začaly na začátku roku 1990 objevovat první demonstrace i v Mongolsku. V březnu zahájila skupina disidentů protestní hladovku. Začaly se k nim přidávat stovky lidí. Vedení komunistické strany v reakci nečekaně odstoupilo a na červenec 1990 vyhlásilo svobodné volby, první v dějinách Mongolska. Komunismus v Mongolsku tím skončil.